# Colonne votive de Lisieux
Vous lisez un « article de qualité » labellisé en 2024.
La colonne votive de Lisieux est une colonne d'époque romaine découverte lors des travaux de reconstruction de la ville de Lisieux, en France. Elle se situe dans le centre-ville détruit pendant les bombardements de la ville lors de la bataille de Normandie.
La colonne porte à la fois des inscriptions et des scènes figurées, ce qui fait la spécificité de ses fragments. Les conditions de la découverte et l'état de conservation des reliefs, tout comme les partis-pris de reconstitution, ne sont pas sans poser des problèmes d'identification et d'interprétation. L'identification comme colonne votive (en) ne fait pas l'unanimité, du fait de la difficulté d'identifier à un type d'édifice particulier ce genre de colonne connu dans différents contextes.
Le monument est cependant estimé comme relevant d'un « intérêt considérable » selon le docteur en histoire romaine Elisabeth Deniaux. En effet, c'est la seule représentation d'une scène religieuse issue de la Rome antique conservée dans l'espace de l'actuelle Normandie connue au début du XXIe siècle. Après avoir été remonté dans un square, sur le site de l'actuelle médiathèque de la ville, l'édifice est depuis la fin des années 1980 conservé dans l'église Saint-Jacques désaffectée.

## Histoire

### Antiquité

#### Généralités: Lisieux dans l'Antiquité

Localisation du territoire des Lexoviens au Haut-Empire romain.

Le peuple gaulois des Lexoviens est mentionné par Jules César à l'occasion du massacre de sénateurs en 56 av. J.-C. dans leur principale place-forte, peut-être l'oppidum du Castellier situé à 3 km au sud-ouest de la ville. Les « fonctions administratives, civiles ou militaires » sont mal connues. Les Lexoviens sont sous une autorité locale, une oligarchie est présente. Le peuple est allié aux Vénètes et aux Unelles. La ville a une fonction économique, son nom (Noviomagus) signifiant « nouveau marché » ; en effet, le site occupe une position sur un axe commercial.

Plan de Lisieux antique et localisation des vestiges connus : le site de la colonne est au no 6.

La ville antique possède un plan orthonormé et utilise l'espace au mieux selon les contraintes du terrain, avec un axe nord-sud, le cardo maximus, et un axe est-ouest, le decumanus maximus large de 12,40 m. L'apogée de la ville se situe dans la seconde moitié du IIe siècle. L'ancienne ville de Lisieux possède un port sur la Touques ; elle est bordée en outre par l'Orbiquet. Un vaste sanctuaire étendu de 50 ha à 60 ha se trouve au Vieux-Lisieux sur la commune de Saint-Désir.

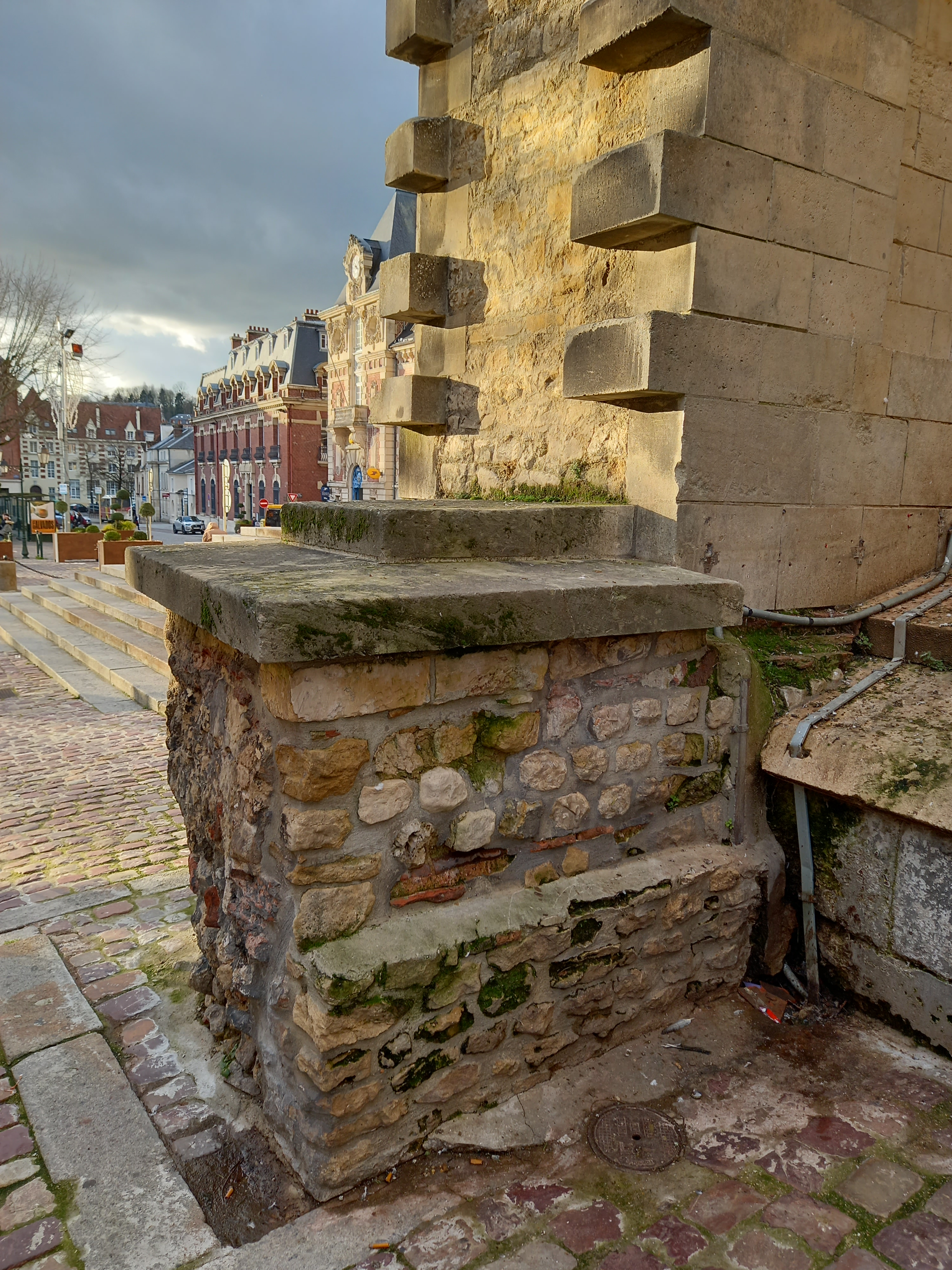
Fragment de la muraille du Bas-Empire.

Le centre de la ville antique est mal connu, cependant les spécialistes estiment que les secteurs de l'actuelle cathédrale ou celui du site de l'actuelle médiathèque sont privilégiés. Les fouilles préalables à la construction de la médiathèque ont permis de dégager une galerie d'une longueur supérieure à 30 m, peut-être un élément du forum reconstruit au milieu du IIe siècle. D'autres recherches au XIXe siècle amènent à penser à un édifice à galerie supérieure de 100 m de longueur. Certains édifices de la ville ont pu avoir une « qualité artistique et monumentale ».
La ville subit des raids francs et saxons au IIIe siècle et certains édifices sont incendiés. La cité subit un repli de son activité économique et se contracte, se réduisant autour d'un castrum de 400 m sur 200 m. La construction du castrum a nécessité au minimum 13 000 m2 ou 26 000 tonnes de matériaux. Trois portes percent alors le rempart. De nombreux édifices antérieurs ont été utilisés comme carrières de pierres afin de mener à bien cette construction.

#### Secteur de découverte et datation des vestiges
Un bâtiment gallo-romain est découvert à proximité de même qu'« une structure monumentale en moyen appareil ». Le site est « un lieu privilégié dans l'espace urbain », situé entre la ville basse industrieuse et la ville monumentale. Les vestiges ont été retrouvés in situ non loin du decumanus et de l'Orbiquet.
Le site de la colonne domine l'ancien cours de l'Orbiquet.
Même si le fouilleur émet immédiatement l'hypothèse d'une colonne votive, celle-ci a pu être un élément d'un édifice plus important, portique ou colonnade d'une domus comparable à celle de la maison au grand péristyle de Vieux-la-Romaine. La colonne appartient à un grand monument, portique ou autre monument commémoratif. En 1857 en effet, le long du decumanus maximus, sont dégagés un édifice à colonnes, un bassin d'un aqueduc urbain et un nymphée d'une superficie de 165 m2 à 170 m2.

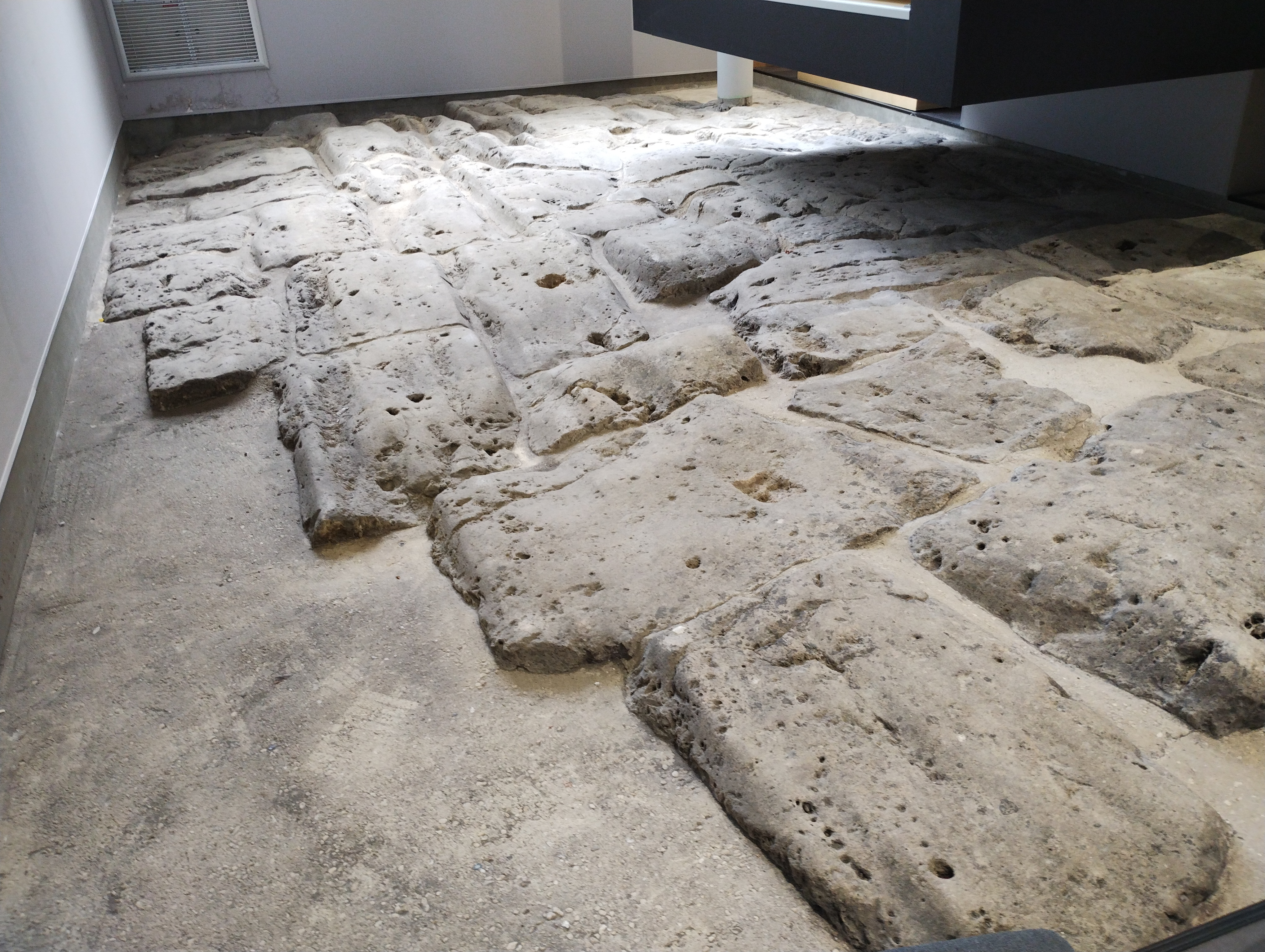
Portion de voie romaine conservée dans l'actuelle médiathèque de Lisieux.

Raymond Lantier date les vestiges du IIIe siècle, plus précisément entre 225 et 250,. Claude Lemaître évoque pour sa part le second quart du IIe siècle. Dans un ouvrage des années 1990, le monument est relié également à des édifices datés du IIe siècle. Elisabeth Deniaux précise la datation, le style est daté selon elle du milieu du IIe siècle. Les représentations sont proches selon Raymond Lantier de celles présentes sur le mausolée de Neumagen.
Claude Lemaître fait un parallèle entre la colonne de Lisieux et la porte Noire de Besançon datée de 172-180, avec un décor au « style baroque et surabondant ». La colonne peut être datée du règne de Marc Aurèle car la cité lexovienne connaît de grands travaux à compter des années 160. La colonne pourrait aussi être datée de la dynastie des Sévères.
Les vestiges n'ont pas été retrouvés dans l'enceinte du Bas-Empire selon Claude Lemaître, même si elle est très proche, contrairement à ce que pense François Cottin qui évoque un monument « à l'intérieur de l'enceinte, à proximité de celle-ci et la dominant ». Le même auteur évoque une construction par deux personnages, peut-être des duumvirs, sur l'ordre du Sénat local, à la suite des destructions. La date de construction est selon lui postérieure à la construction de l'enceinte du Bas-Empire. Cette hypothèse doit cependant désormais être rejetée.

### Redécouverte et mise en valeur

#### Fausse piste, la relation avec des vestiges retrouvés auXVIIesiècle
Des éléments liés à la colonne selon Paul-Marie Duval et Georges Huard ont peut-être été dégagés au XVIIe siècle, en 1618-1619, : quatre bas-reliefs sculptés sur « les grandes faces d'un bloc quadrangulaire » sont dessinés par Nicolas-Claude Fabri de Peiresc,. Selon Georges Huard, il est « très possible, sinon probable » que la trouvaille constitue la base du monument. Hercule et Mercure sont figurés sur deux des côtés du bloc. Peiresc, qui n'a pas vu le bloc de « sept pieds de haulteur » (soit 2,20 m) selon une source du XVIIe siècle, sur un feuillet a écrit ara lexovien[sis], en effet un habitant de Lisieux Marin Bourgeoys lui avait envoyé les dessins. Au milieu du XIXe siècle, Louis Dubois évoque un bloc figurant Jupiter, Vénus et Mercure.
L'hypothèse, tentante, doit être écartée selon Claude Lemaître, car le bloc retrouvé au XVIIe siècle est sculpté sur ses quatre faces alors que la colonne est placée contre un mur ; la base de l'édifice devait donc être sculptée sur seulement trois côtés. Claude Lemaître émet donc l'hypothèse que Lisieux comportait deux colonnes commémoratives ou votives.

#### Découverte de vestiges à la faveur de dégagements postérieurs à la seconde guerre mondiale

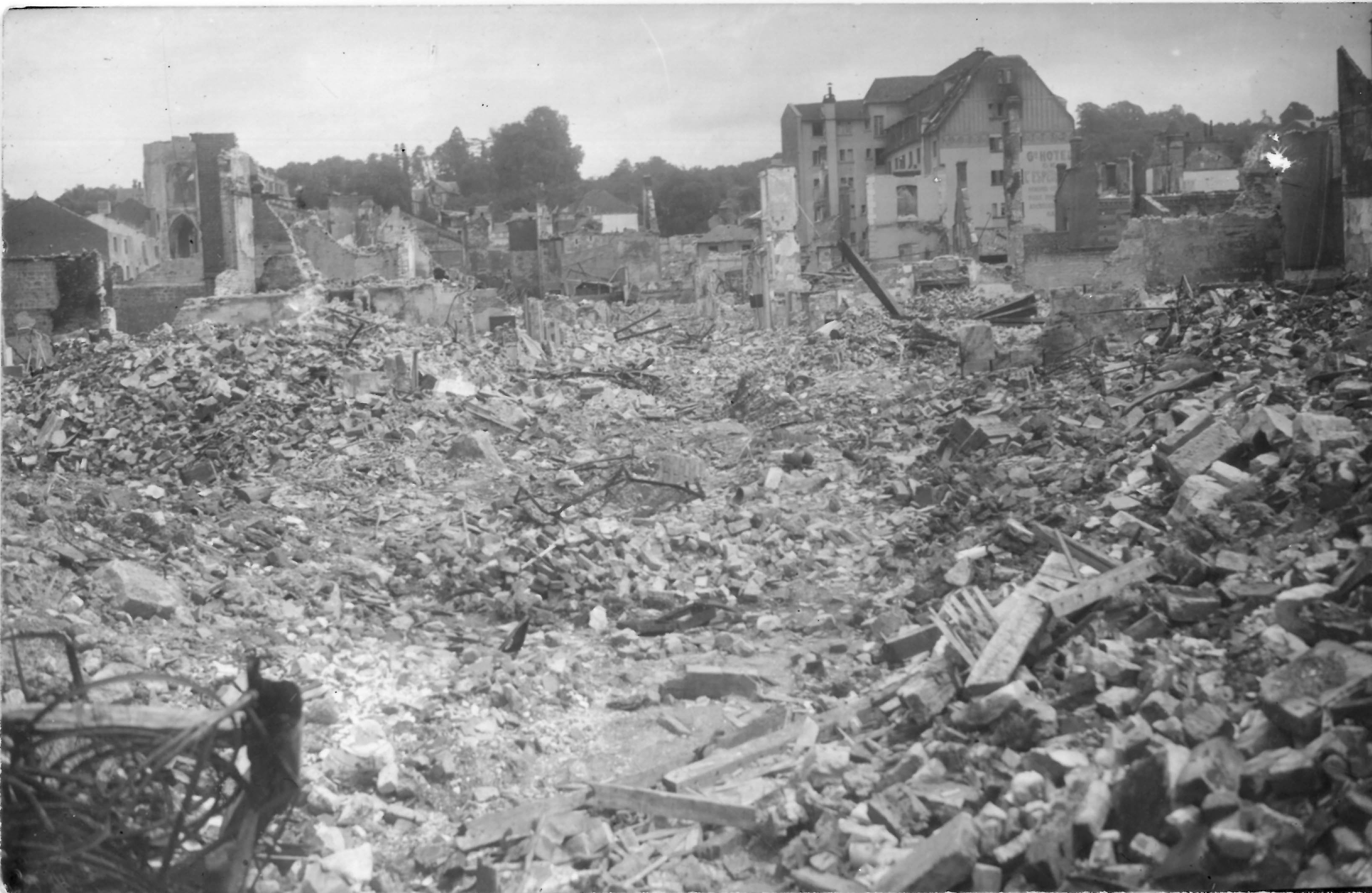
Le centre-ville de Lisieux après les bombardements alliés des 6 et 7 juin 1944.

Les vestiges sont dégagés place Victor-Hugo à l'occasion de travaux de reconstruction de la ville, durement touchée par les bombardements lors de la bataille de Normandie. Une autre source indique une découverte sous la place de la Résistance.
Les fragments de la colonne sont trouvés « au pied du plateau de Saint-Jacques » et approximativement vers la rue aux Fèvres en 1947. Les déblaiements des gravats sont surveillés par François Cottin, (1903-1977), Lexovien membre de la Société des antiquaires de Normandie et de la Société historique de Lisieux. François Cottin note dès 1957 dans une monographie consacrée à la ville dans l'Antiquité l'importance du monument car seul connu dans la région. Patrice Lajoye localise la découverte place Charles-de-Gaulle. Claude Lemaître la localise à l'angle de la place Charles-de-Gaulle et de la rue de la Résistance. Les vestiges sont retrouvés in situ.
Des éléments de « colonnes à imbrications », reconnus dans les dégagements après 1945, sont malheureusement perdus. Les fouilles de la nécropole Michelet, au début des années 1990, permettent de dégager un fragment de colonne pourvu d'une sculpture de masque et réutilisé comme sarcophage.

#### Reconstitution et mise en valeur

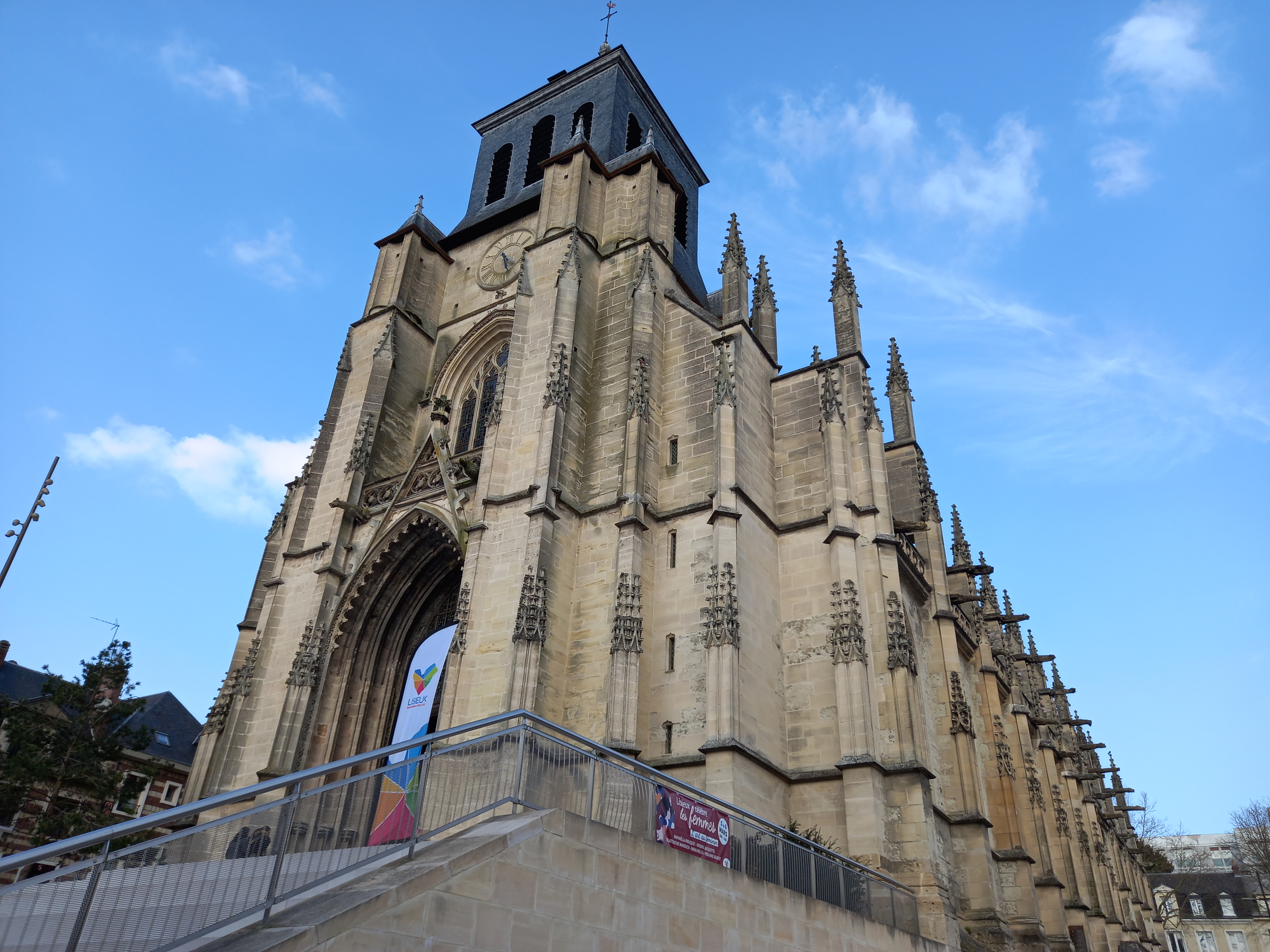
L'ancienne église Saint-Jacques.

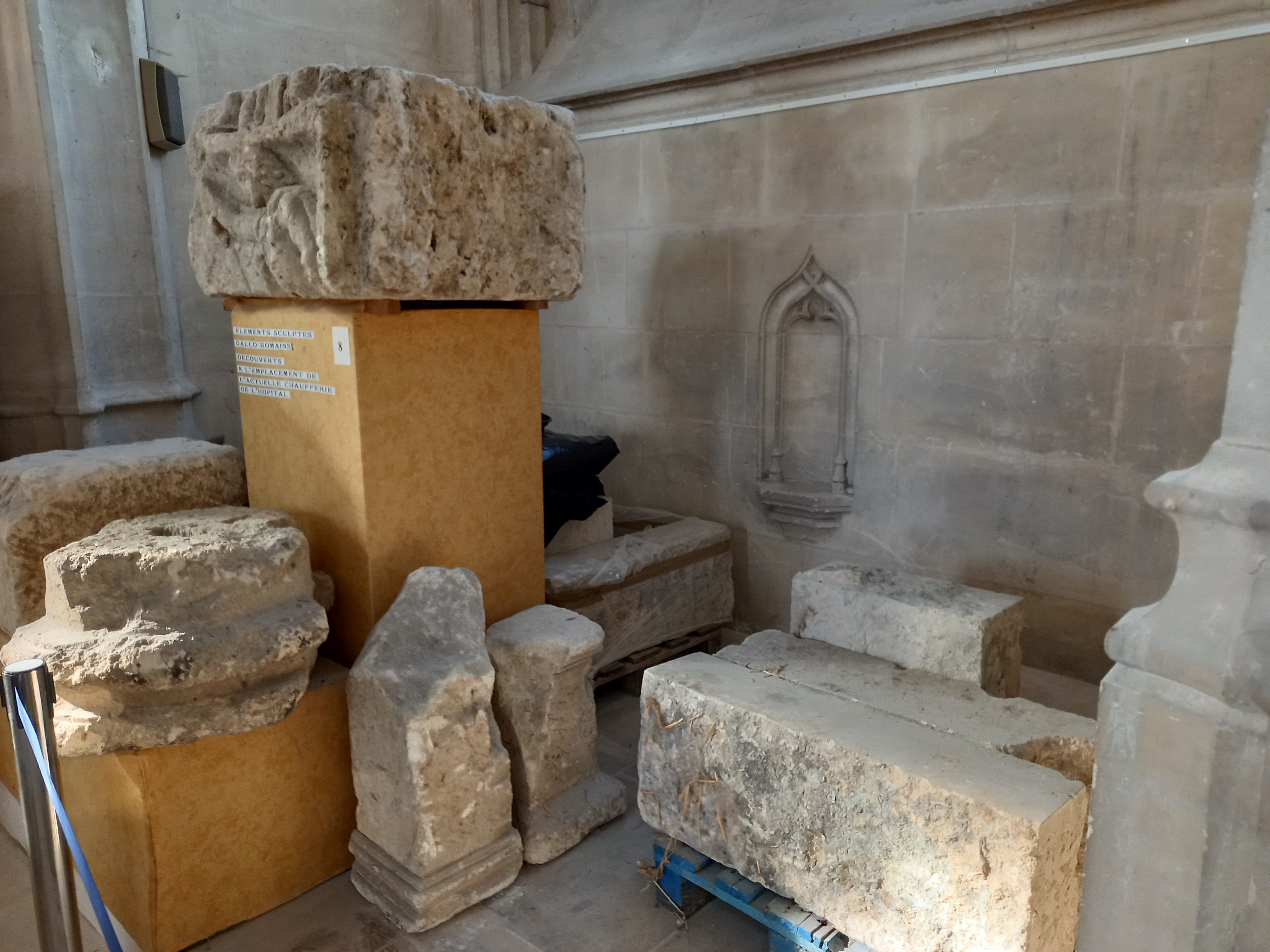
Fragments lapidaires gallo-romains conservés dans la Halle Saint-Jacques en 2022.

L’œuvre est reconstituée dans les années 1960 à partir des travaux de François Cottin et en ajoutant des éléments, une base et deux tambours. La base reconstituée mesure 0,90 m sur 0,75 m.
La colonne est remontée initialement rue du Pont-Mortain, dans le square André-Malraux,, site de la médiathèque actuelle de la ville, en 1965, avant d'être déplacée dans l'église Saint-Jacques vers la fin des années 1980. La colonne y est encore conservée au début du XXIe siècle avec d'autres éléments lapidaires gallo-romains dégagés sur le site de l'hôpital de Lisieux.

## Description

### Description générale
La hauteur totale de l'édifice a été estimée à 4,80 m et la colonne avait un diamètre d'environ 0,43 m. Les colonnes de ce genre comportaient deux bases superposées, dotées de représentations de divinités ou d'une inscription.
Le monument comportait initialement six tambours et le chapiteau outre son socle, selon Claude Lemaître,. Trois tambours (deux selon Patrice Lajoye) de la colonne sont retrouvés,. Ces tambours mesurent respectivement 0,76 m pour un diamètre de 0,37 m pour l'un, 0,98 m pour un diamètre de 0,45 m pour l'autre et 0,73 m pour un diamètre de 0,44 m pour le dernier,.
Un chapiteau corinthien à feuilles d'acanthe a été retrouvé. Ce chapiteau est considéré comme de « facture médiocre » par Claude Lemaître. La base de la colonne est attique selon François Cottin. Il y avait peut-être deux bases superposées.
Le monument est en pierre calcaire originaire des environs de Lisieux. Deux tambours sont en calcaire corallien, de la pierre de Caen, et celui portant le chapiteau corinthien est constitué d'oolithe,. La différence de matériau peut se justifier selon François Cottin du fait de la plus grande facilité pour sculpter le chapiteau à l'aide d'un trépan.
La partie arrière des tambours n'est pas taillée sauf sur une bande verticale large de 15 cm, donc l'édifice était en appui contre un mur d'« un monument plus important » sauf le chapiteau terminal. François Cottin évoque un emplacement contre l'enceinte.

### Hypothèses sur le sommet de la colonne

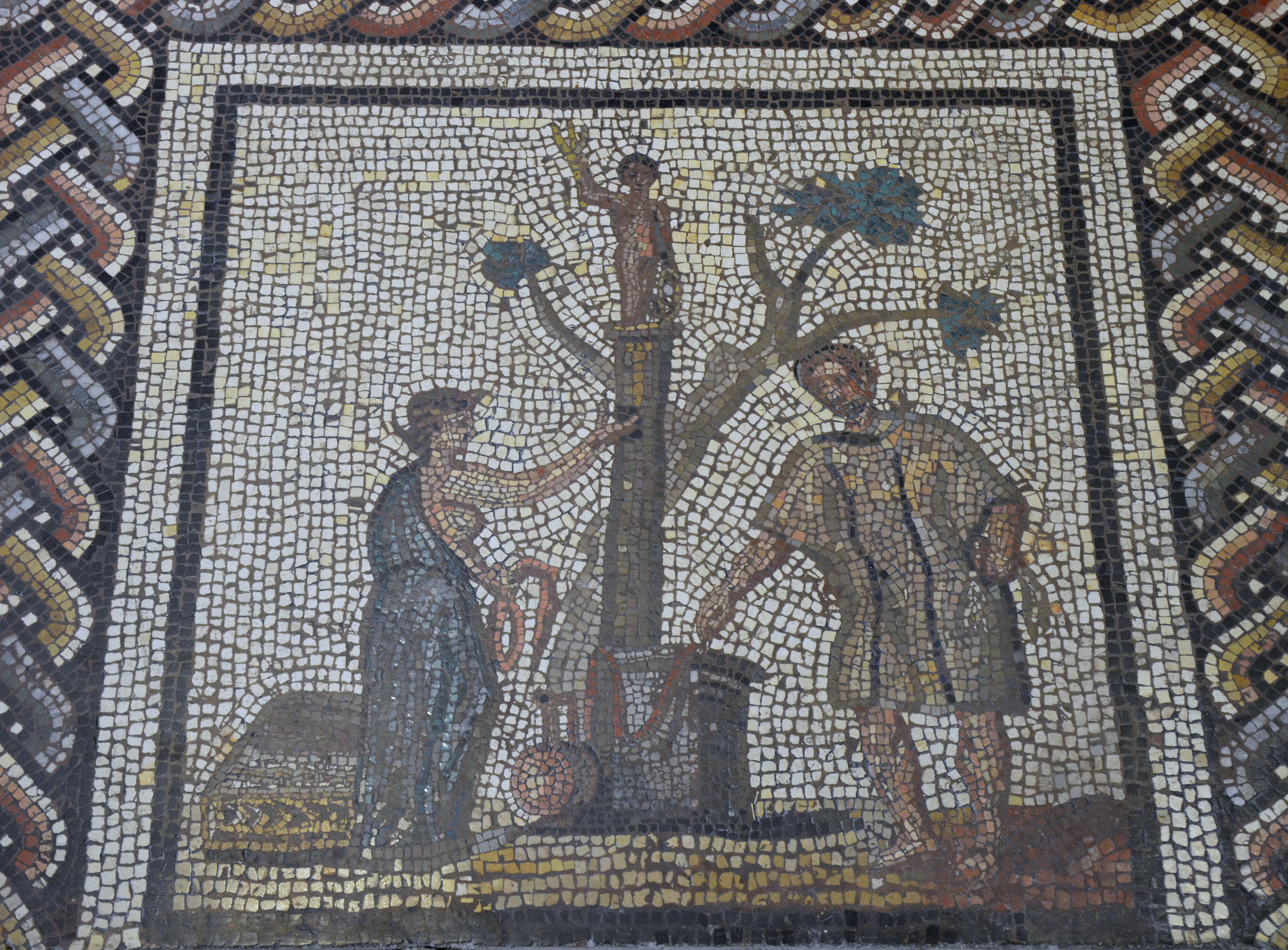
Scène de la mosaïque de Saint-Romain-en-Gal.

Le monument est peut-être surmonté d'une statue disparue, comme pourrait en témoigner une mortaise sur le chapiteau. Cependant la mortaise est peut-être un vestige du chantier de la réalisation de la sculpture. Aucun élément de cette statue n'a été retrouvé.

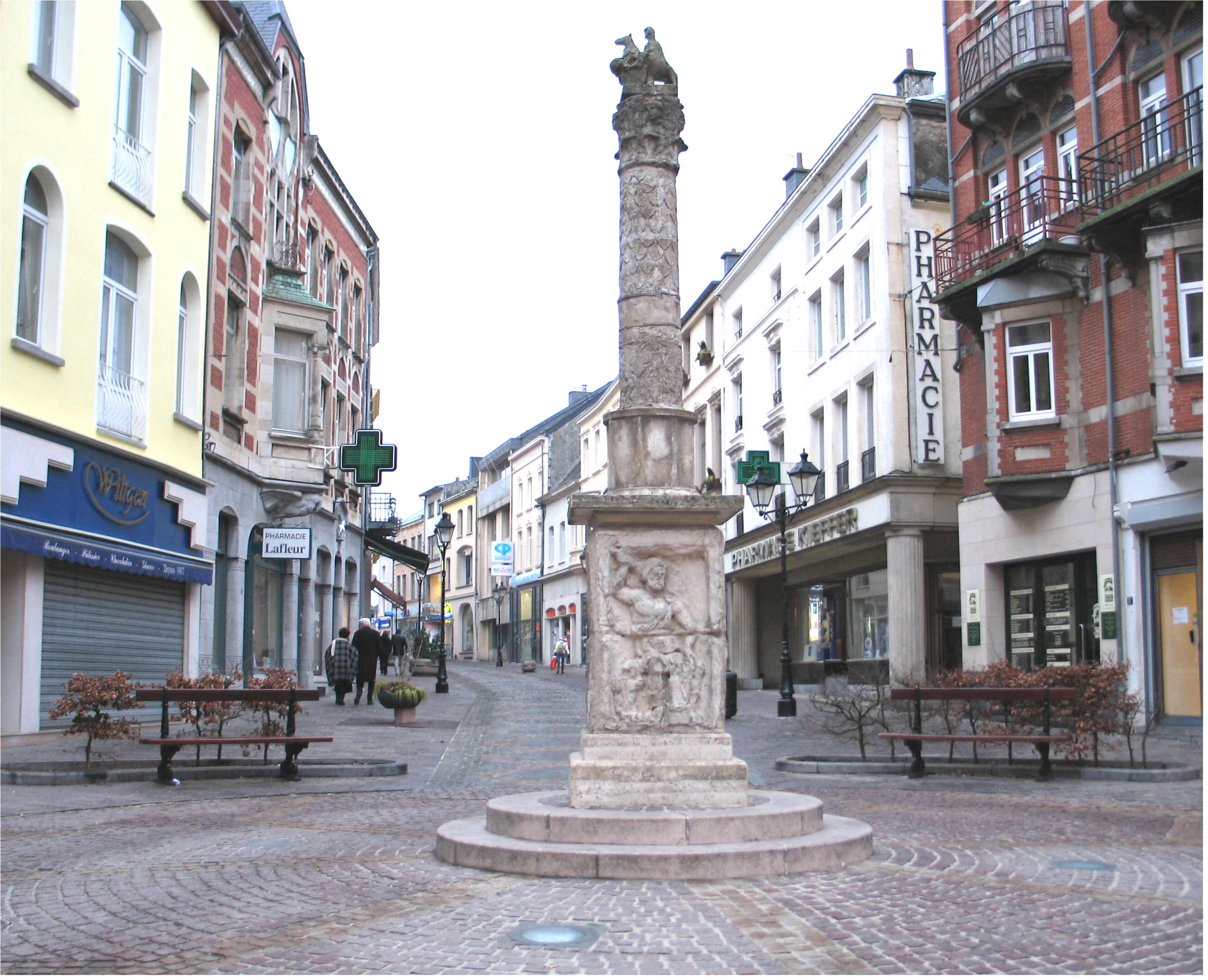
Colonne à l'anguipède située dans l'actuelle ville d'Arlon, en Belgique.

Des hypothèses sont émises par les spécialistes pour cette représentation. La divinité honorée aurait pu être Mercure, Apollon ou Jupiter ou toute autre divinité selon Claude Lemaître, même si Mercure semble plus destiné à orner le dé. La statue de la divinité qui couronnait la colonne pouvait être un Jupiter à l'anguipède, Jupiter à la roue ou une statue de la divinité « classique ». Selon François Cottin la statue représente le roi des dieux du panthéon gréco-romain. La statue de Jupiter à l'anguipède représente un cavalier portant le foudre qui combat un monstre, « triomphe de la lumière céleste sur les forces souterraines et cachées ». La représentation symbolise la victoire sur les Barbares. Les colonnes à l'anguipède du IIIe siècle sont parfois considérées comme liées à la Concorde. Jupiter à la roue est l'héritier de Taranis. Jupiter a été représenté sous une forme classique au sommet du pilier des Nautes mais aussi sur des colonnes comme à Mayence. Claude Lemaître semble envisager cette dernière solution. La mosaïque de Saint-Romain-en-Gal du musée des Antiquités nationales comporte une scène d'offrande à une divinité placée sur une colonne, Jupiter selon Gilbert Charles-Picard.

### Scènes représentées

#### Généralités

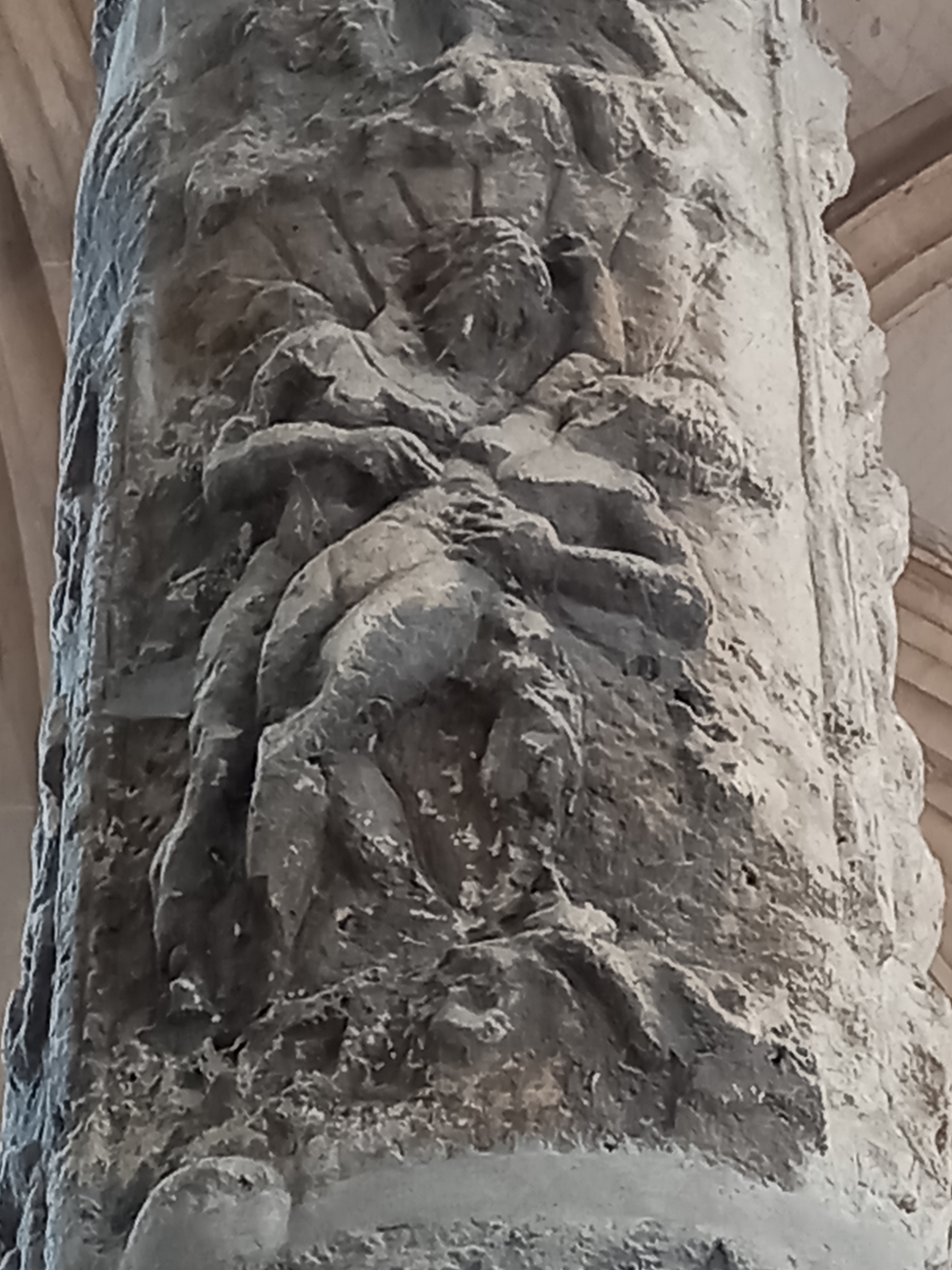
Scène de l'enlèvement de Daphné par Apollon.

Le monument conserve des scènes figurées (enlèvement, Vénus à la toilette, nymphe dansante, sacrifice…) et un motif de tresses et des motifs en spirales. Les motifs, bien que très endommagés, sont d'« une très grande qualité ».
Le décor qui couvre partiellement le monument est en assez mauvais état,. Tous les tambours conservés ne disposent pas d'un décor sculpté. Le tambour représentant les deux scènes avec personnages était situé dans la partie inférieure de la colonne. Un tambour est également perdu au-dessus de l'autel.
La colonne est pourvue d'un décor avec des scènes civiles et des scènes religieuses et mythologiques, le monde des divinités et celui des hommes. Jupiter, « Régent du Monde », est placé au sommet. Il y a dans l’œuvre « une dynamique ascensionnelle du décor » et cette dynamique plaide en faveur d'éléments provenant du même monument. La composition est tout à la fois verticale pour les divinités et horizontale pour les scènes civiles et religieuses. La superposition de scènes religieuses et profanes pose problème.

#### Scènes mythologiques
Claude Lemaître considère que des représentations de divinités occupaient neuf panneaux verticaux dont trois sont identifiées. Un tambour présente une scène d'enlèvement (un homme avec une femme dénudée) et une scène de Vénus ; le même tambour comporte d'autres scènes non identifiées. Ce tambour porte selon Patrice Lajoye deux scènes : une Vénus au bain avec un Amour, « scène très fréquente […] sur les poteries gallo-romaines » et une scène d'enlèvement de Daphné par Apollon. Un autre tambour présente une femme dénudée mais le relief est perdu « au-dessous des seins ».
La figure féminine présente en haut de la colonne, juste en-dessous du chapiteau, est Hébé, « la plus jeune fille de Jupiter, la dernière épouse d'Hercule », qui présentait le nectar et l'ambroisie aux dieux. Elle représente par ailleurs la « jeunesse éternelle ». Seule la partie supérieure du corps est conservée, et le personnage tient un voile au-dessus de sa tête. Hébé a une longue chevelure et deux boucles entourent son visage. Le visage présente un aspect usé. Hébé figure sur le décor de la face sud de la porte noire de Besançon. La déesse est chargée de transmettre le sacrifice d'Hermadion à Jupiter.

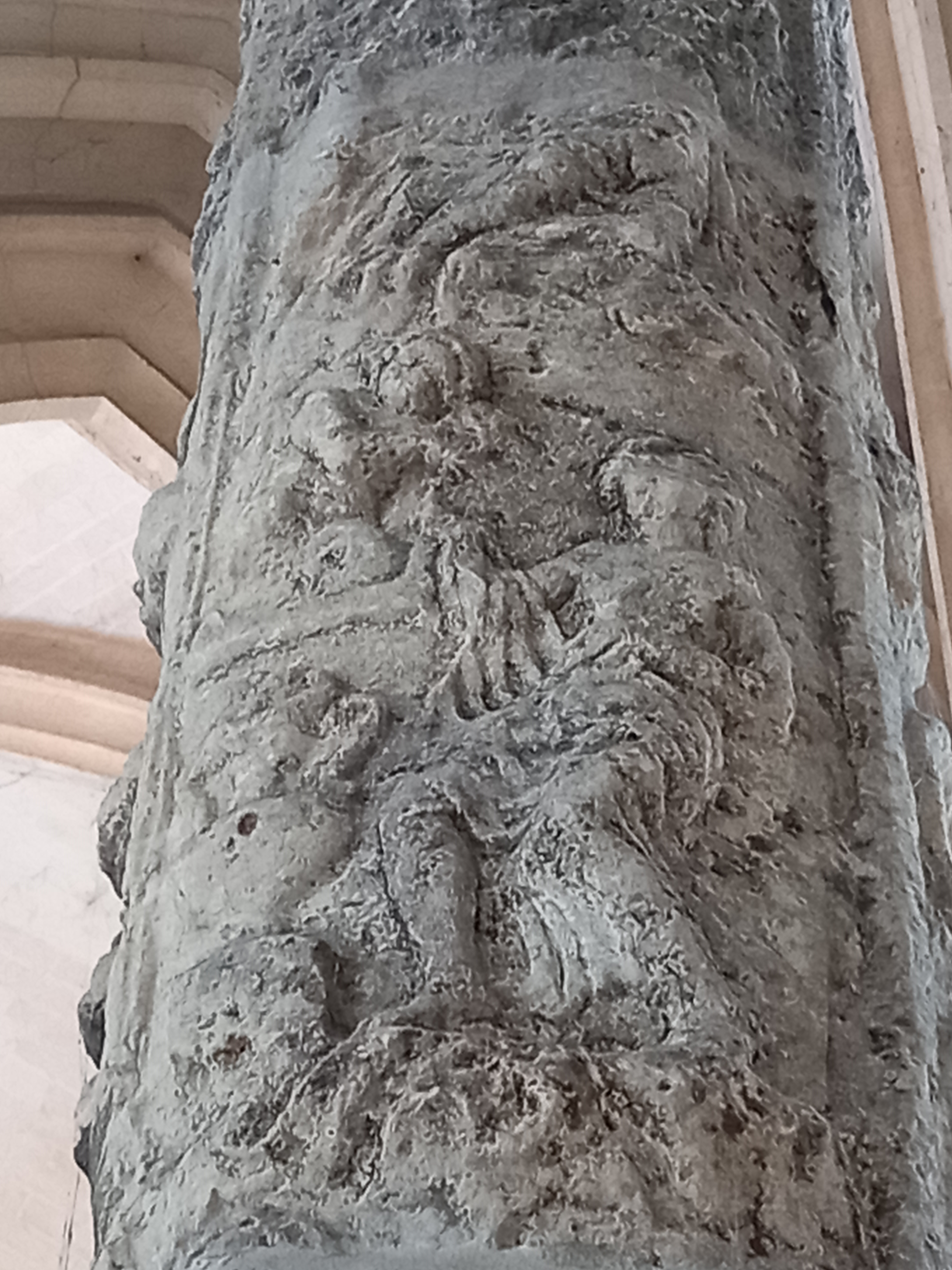
Relief de la toilette de Vénus.

Un jeune homme avec un manteau tient une jeune femme nue qui porte un chignon. À l'arrière du personnage masculin, sept traits figurent les rayons solaires et identifient Apollon enlevant Daphné. Apollon fait face à Vénus. L'enlèvement de Daphné est peu représenté dans la sculpture. Le dieu solaire est muni d'un baudrier. Il enlève la « personnification de l'aurore ».
D'autres scènes représentent Vénus. Une scène figure la toilette de Vénus dont la partie inférieure du corps est couverte d'une draperie. Devant la déesse se trouve un petit autel sur lequel est posé un vase « à panse renflée à deux anses ». Un Amour est agenouillé vers la déesse et tend les mains vers elle. Deux personnages drapés sont présents mais malheureusement incomplets. Le thème de Vénus à sa toilette est répandu chez les Lexoviens.
Vénus et Apollon sont « les divinités dynastiques d'Auguste et de César » : Vénus est la mère d’Énée et Apollon lui avait selon Auguste donné la victoire à Nauloque ou Actium. Les divinités représentent des symboles de vitalité, de renouveau.

#### Scènes de rites religieux et scènes civiles

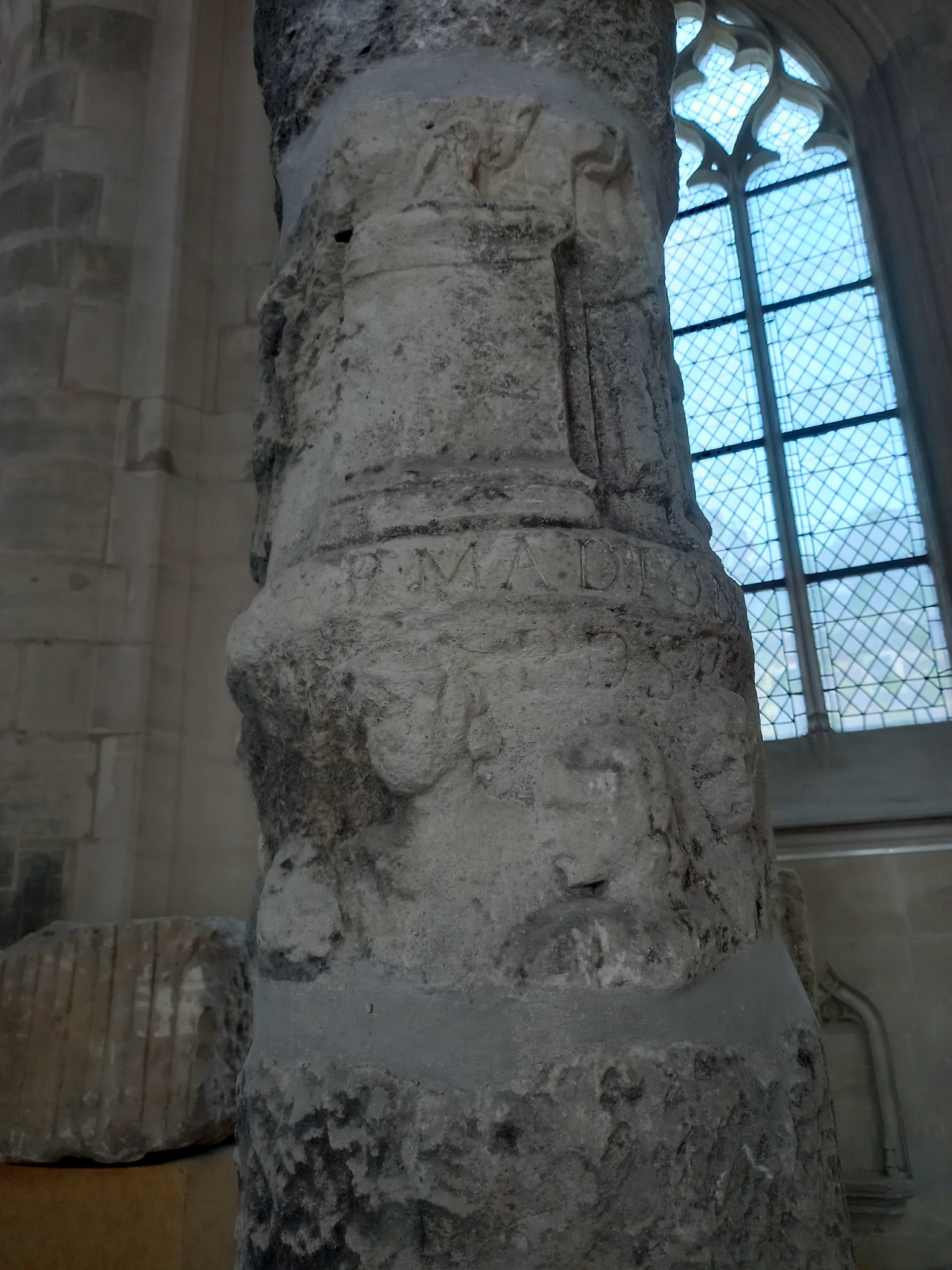
Autel sculpté et têtes avec l'inscription d'Hermadion.

Une scène religieuse est présente ainsi qu'une autre scène civile,, deux scènes qui sont cependant incomplètes. Un bandeau les sépare. La scène civile est située sur la partie inférieure et la scène religieuse sur la partie supérieure de la colonne. Il y a un souci d'équilibre dans la représentation de la scène civile et la scène religieuse, avec un axe vertical et diagonal, avec « un souci d'équilibre […] renforçant leur complémentarité », équilibre renforcé par des inscriptions.
Une inscription incomplètement conservée entre les deux scènes figure le nom « HERMADION » plus précisément « IAPROC HERMADION ». L'inscription a été abîmée par le maintien de la colonne à l'extérieur, square André-Malraux. Les lettres mesurent de 25 mm à 35 mm. L'inscription est gravée horizontalement. Une inscription figure sur le registre inférieur, « SC L PDSD », entre des têtes. Les lettres de cette partie de l'inscription mesurent 45 mm. Les abréviations indiquent que l'édifice a été érigé aux frais du sénat local. Les inscriptions sont liées à des scènes figurées. Elles sont fragmentaires donc cela complique l'interprétation.
Une scène de sacrifice est présente mais incomplètement conservée en partie haute avec des personnages qui sont mutilés. La scène est une scène d'« offrande classique dans la religion romaine ». Quatre personnages sont présents. Un personnage situé au milieu des personnages figurés « complémentaires ou tributaires » offre un sacrifice, une libation, « sacrifice non sanglant » de sa main droite, sur un autel quadrangulaire et reçoit un hommage. Derrière l'autel se trouvent des marches qui laissent entendre que la scène se déroule en plein air, devant un temple ; c'est donc une cérémonie officielle. Hermadion offre du vin et de l'encens pour Jupiter et l'empereur, les deux entités garantissant la paix romaine.
Le mobilier présent est limité. Le personnage central est « jeune et imberbe » et porte une tunique ou une toge ; il devait porter un voile comme dans les représentations traditionnelles des sacrifices mais cette partie du relief a disparu ; il tient dans ses bras un coffret ou une cassette,.
Un des personnages est identifié à Hermadion. Il « domine » cinq autres personnages dont un porte un vêtement gaulois, le cuculus. Selon Elisabeth Deniaux quatre personnages sont présents dont deux avec des habits gaulois. Un autel est situé à proximité du personnage en toge ; sur les cinq personnages un est sans doute un servant portant une patère tenue de sa main gauche, « très abîmée sur le relief ». Le personnage tient dans la main droite une aiguière. Deux personnages en tunique courte, peut-être des assistants chargés de porter des offrandes ou de jouer de la musique, descendent d'un escalier « symbolisant peut-être […] un temple non figuré ». Cinq têtes sont présentes mais sans les corps. La partie inférieure des personnages était située sur un tambour non conservé. Six personnages masculins sont présents dans une scène civile.
La partie inférieure présente des personnages mais la scène n'est pas facile à interpréter. Le personnage situé au milieu semble avoir l'ascendant, et un personnage situé à droite semble vouloir relier les personnages sculptés et les passants selon Claude Lemaître, le même concédant que la représentation peut n'avoir qu'une finalité artistique. Des portraits présentent peut-être « la cérémonie d'érection de la colonne ».

## Interprétation
L'état de conservation des vestiges n'est pas sans poser des problèmes d'interprétation. En 1994 est signalé « un manque d'étude approfondie » en dépit d'« une bibliographie déjà abondante ». Les différences de matériau de construction et l'état de conservation obligent « à la plus grande prudence » pour l'interprétation du monument selon François Fichet de Clairefontaine.

### Des vestiges épigraphiques difficiles à interpréter

Inscription partielle romaine sur la colonne.

L'inscription pose des problèmes et a fait l'objet d'une interprétation différente au fil des travaux. 
Raymond Lantier considère en 1959 que l'inscription est la dédicace de l'édifice, et qu'Hermadion était soit le sculpteur, soit un « riche négociant d'origine orientale ». Cette hypothèse du négociant est écartée par Claude Lemaître.
Françoise Durand restitue l'inscription en 1966 en proc(urator) Hermadion. Hermadion est interprété comme Hermès protecteur de la cité des Lexoviens. Françoise Durand restitue l'inscription en S(enatus) C(onsulto) L(ibens) P(ecunia) S(ua) D(edit) D(edicavit). Le sénat local est commanditaire et Hermadion un procurateur. En 1984, Hermadion est considéré comme personnage central de la scène du sacrifice, « magistrat agissant au nom du sénat romain ou de l'empereur ». Le sénat ne peut être celui de Rome car la province de Lyonnaise est une province impériale.
En 1992 Guillaume Sallard reprend le dossier et propose un développement à l'inscription : « M(arcus) Proc(ulus) Hermadion S(acerdos) C(ivitatis) L(exoviorum) P(osuit) D(e) S(uo) D(ono), Marcus Proculus Hermadion, prêtre de la cité des Lexoviens, a posé (ce monument) de lui-même, en offrande ». Selon Claude Lemaître cette interprétation n'est pas recevable car l'inscription débute par « IA » et Proculus n'est pas un gentilice. Le culte officiel dans les cités s'organisait en deux collèges, l'ordre des décurions et le collège des augustales, anciens Seviri augustales choisis parmi les affranchis ou étrangers « présentant toutes les qualités morales requises ». Cette procédure permettait « une intégration à la hiérarchie sociale de la civitas ». Claude Lemaître écarte également l'hypothèse du prénom IA(nius).
Claude Lemaître considère que la base de la colonne, absente, porte habituellement la dédicace. Les éléments conservés conservent la formule « PDSD »(P(ecunia) D(e) S(uo) D(edit)). Ces inscriptions sont peut-être destinées à expliquer au spectateur les scènes civiles et religieuses, cette interprétation est qualifiée d'« hypothétique ». Les lettres « PDSD » ont eu plusieurs développements : Pecunia sua dedit dedicavit (Françoise Durand), posuit de suo dono (Pascal Vipard, Guillaume Sallard), pecunia de sua dedit. Claude Lemaître qualifie ces hypothèses de « formule à caractère privé », une autre interprétation pecuniat de sua dedit ou publice de sua dedit possédant un caractère officiel.
L'abréviation « SC » est considérée comme représentant le sénat des Lexoviens, la lettre L représentant la cité, une seule lettre représentant la cité étant présente sur la borne milliaire de Frénouville (CIL XIII, 08990).
Pour la représentation au-dessus de l'autel avec le nom Hermadion, Claude Lemaître propose I(n) A(ram) Proc(urator) Hermadion : le procurateur Hermadion a sacrifié.
Claude Lemaître propose S(enatus) C(ivitatis) L(exoviorum) P(ublice) D(e) S(ua) D(edit) I(n) A(ram) Proc(urator) Hermadion. La dédicace à la divinité et à l'empereur est soit présente sur un bandeau qui n'existe plus, soit sur la base de la colonne, également manquante. Cette dédicace selon le même auteur devait porter l'inscription répandue I(ovi) O(ptimo) M(aximo) Aug(usto) Sac(rum).

### Appartenance à un modèle présent en Gaule orientale

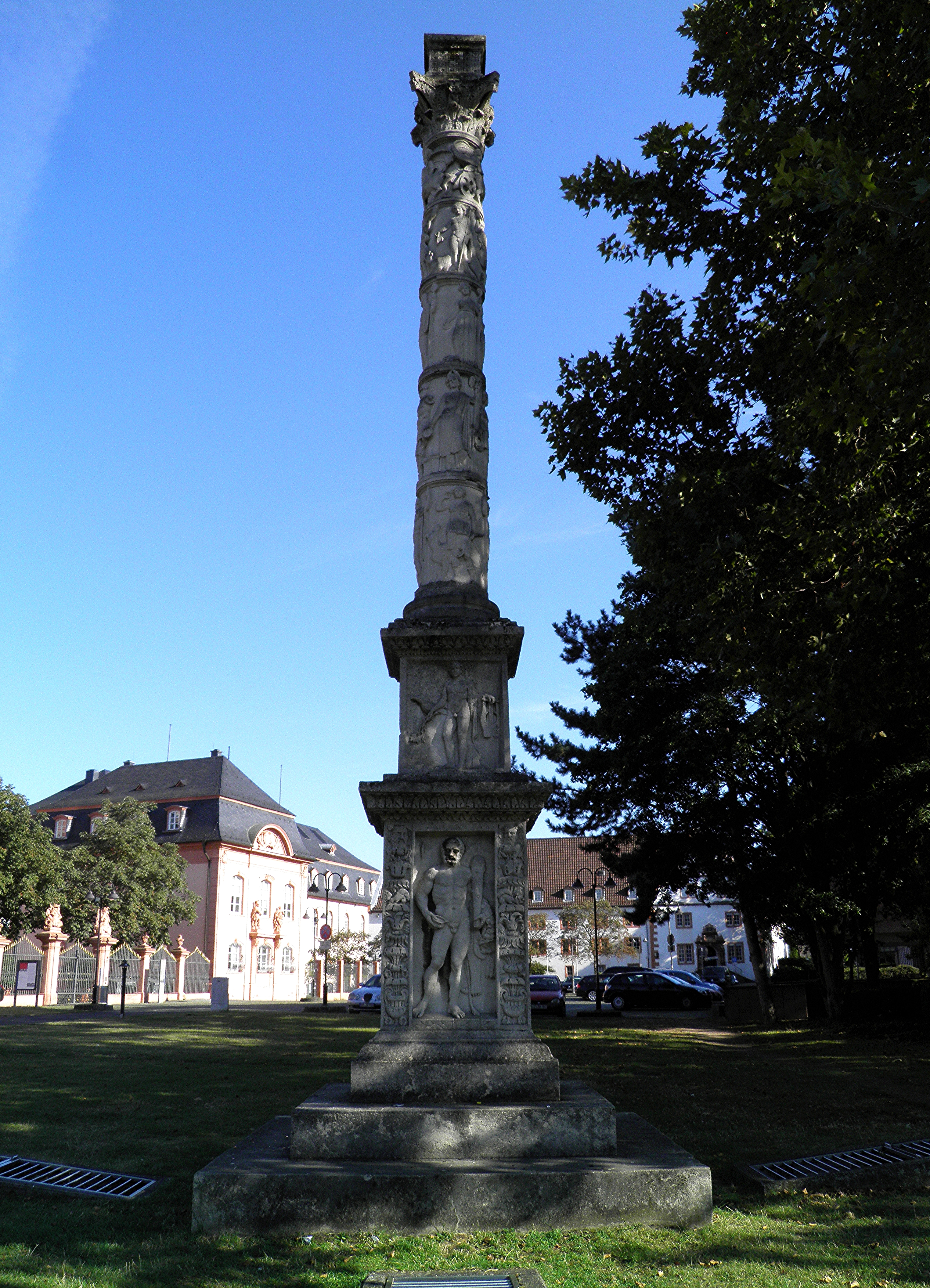
Reconstitution de la Grande colonne de Jupiter à Mayence, découverte en 1904-1905.

Claude Lemaître identifie la colonne de Lisieux comme dédiée à Jupiter du fait du décor et des inscriptions présentes. Les thèmes représentés sur la colonne peuvent également rappeler des thèmes présents sur des céramiques sigillées dont certaines productions de Lezoux retrouvées à Lisieux datées de la fin du IIe et IIIe siècles.
L'édifice, selon le fouilleur, a des « ressemblances de styles et de sujets avec des bas-reliefs rhénans ». Raymond Lantier a en particulier retenu cette interprétation, tout comme Elisabeth Deniaux. La colonne de Lisieux évoque les « colonnes votives trouvées en Gaule orientale », colonne de Merten ou d'Ehrang, colonne de Mayence ou à l'anguipède « répandues dans l'est de la Gaule et en Germanie ». La colonne de Mayence est « l'exemple le plus célèbre et le mieux conservé ».
Cette localisation est une nouveauté pour la connaissance de « l'aire de dispersion de ce type de monument ». À la fin des années 1950, l'édifice est considéré « sans exemple aucun jusqu'ici dans la IIe Lyonnaise ». Les colonnes à l'anguipède sont aussi présentes dans l'ouest, comme en Armorique. À la veille des années 1960, le territoire de l'ancienne « Basse-Normandie est [considéré comme] très pauvre en manifestations de la sculpture gallo-romaine ». Deux tambours retrouvés en 1992 à Rouen, rue des Carmes, auraient fait partie d'une colonne dédiée à Jupiter, édifice ayant bordé un cardo et un édifice thermal,. La colonne appartient à un type répandu, « mode favori d'expression du loyalisme [envers l'Empire], dans les provinces gauloises et germaniques », non seulement la partie orientale mais également l'ouest.

### Monument commémoratif évoquant des structures politiques locales

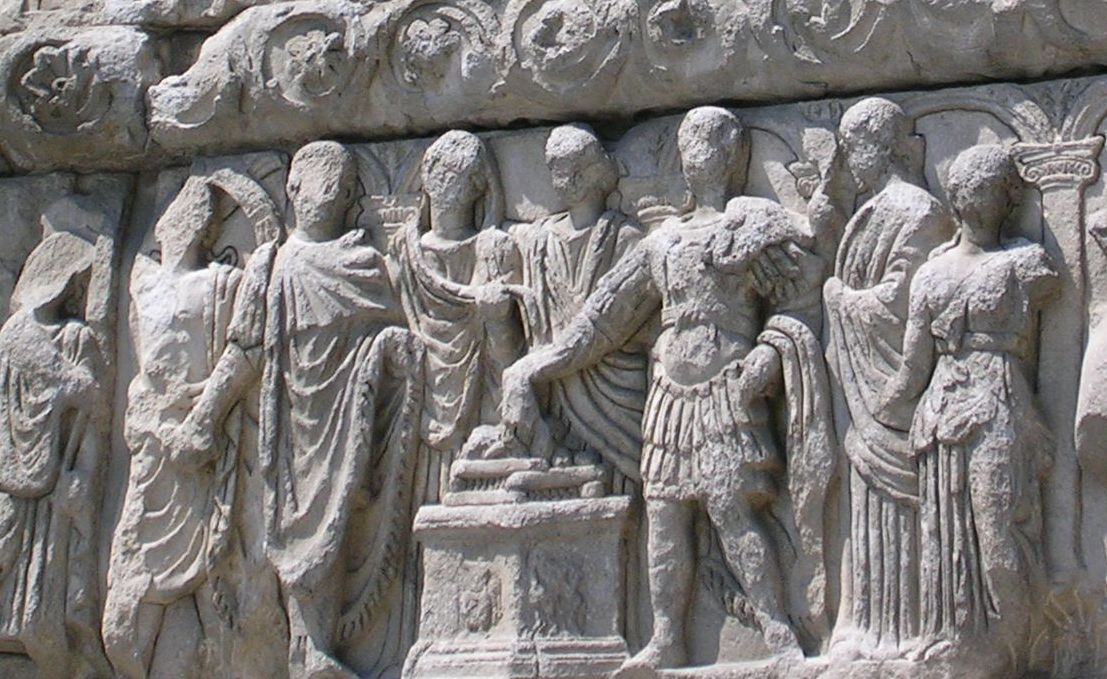
Sacrifice de Galère et de sa famille aux dieux romains pour sa victoire sur l'arc de Galère de Salonique.

Un rapprochement est possible avec les thèmes du pilier des Nautes, daté du règne de Tibère, qui présente à la fois des scènes civiles et religieuses, dans une mise en scène de membres de corporation ou de magistrats avec des participants à l'administration. La colonne peut aussi être rapprochée de reliefs de l'arc de Galère de Salonique, qui présente une scène de sacrifice. L'inspiration à Lisieux est gréco-romaine voire hellénistique.
Le monument de Lisieux a une visée commémorative, « ce qui accroît singulièrement son intérêt » selon Claude Lemaître. Les édifices de ce genre sont offerts par des notables locaux, des « collèges professionnels » ou le pouvoir. Les décors sculptés de la colonne de Lisieux sont qualifiés de « tableaux narratifs historiques à caractère local ».
Le décor du monument, avec des thèmes civils et sacrés, semble répondre aux objectifs du commanditaire. Les scènes sont représentées de façon réaliste et au caractère officiel avec deux personnes quittant un sanctuaire. Le monument a un caractère officiel mais aucune fonction de procurateur n'était associée à l'ordo decurionum. Hermadion était intégré au monde romain occidental. Sous les Sévères, des juristes du fisc intègrent le corps des procurateurs. La fonction précise d'Hermadion ne peut être déduite de l'inscription, procurateur de rang équestre ou procurateur affranchi impérial. L'ordre équestre fournissait le personnel des procuratèles chargées des questions fiscales, classé en trois catégories selon son niveau de salaire annuel, 60 000, 100 000 ou 200 000 sesterces. Affranchis ou chevaliers pouvaient avoir le même salaire. Hermadion a peut-être fait carrière dans les procuratèles des Trois Gaules.
Hermadion était peut-être « un possible sénateur de la cité des Lexovii », membre des institutions locales en continuité avec les institutions en cours à l'époque gauloise. L'action d'Hermadion a dû être couronnée de succès car la cité décida de l'honorer par un monument. Elle a peut-être concerné l'adduction d'eau dont des vestiges ont été mis au jour, travaux réalisés sur demande des édiles et sous son contrôle, en « représentation de l'administration romaine ». La colonne est un témoignage des liens entre cités et pouvoir romain.

### Monument témoignant de l'évergétisme local des élites, de l'activité commerciale et des échanges
L'inscription a permis des travaux sur l'onomastique même si certains éléments des inscriptions restent obscurs. Hermadion est issu d'Hermès et est un diminutif donné dans l'enfance. Le nom gréco-oriental est peut-être lié à une mode hellénistique et non lié à une origine ethnique. Les esclaves ont des noms d'origine latine ou grecque et ces noms peuvent être portés par des personnes nées libres et immigrées. Les inscriptions Iaproc et Hermadion représentent deux noms selon François Cottin en 1956, « héros ou […] hauts magistrats », peut-être des duumvirs.
Hermodion est interprété comme étant le sculpteur ou le commanditaire du monument, « riche négociant d'origine orientale » ou grecque. Le nom est connu à Lyon,. François Fichet de Clairefontaine évoque qu'Hermadio est un magistrat représenté en officiant. Pierre Wuilleumier évoque « un magistrat agissant au nom du Sénat ». Il est peut-être attaché à une procuratèle du cens. Les Hermadion connus sur diverses inscriptions sont esclaves, affranchis, libres voire citoyens. Plusieurs d'entre eux portent un nom en relation avec l'empereur Claude ou les Flaviens. Hermadion est peut-être lié au commerce, si la personne était d'origine servile. Plusieurs Hermadion connus sont également en relation avec le culte de Mithra, culte diffusé à compter du IIe siècle.

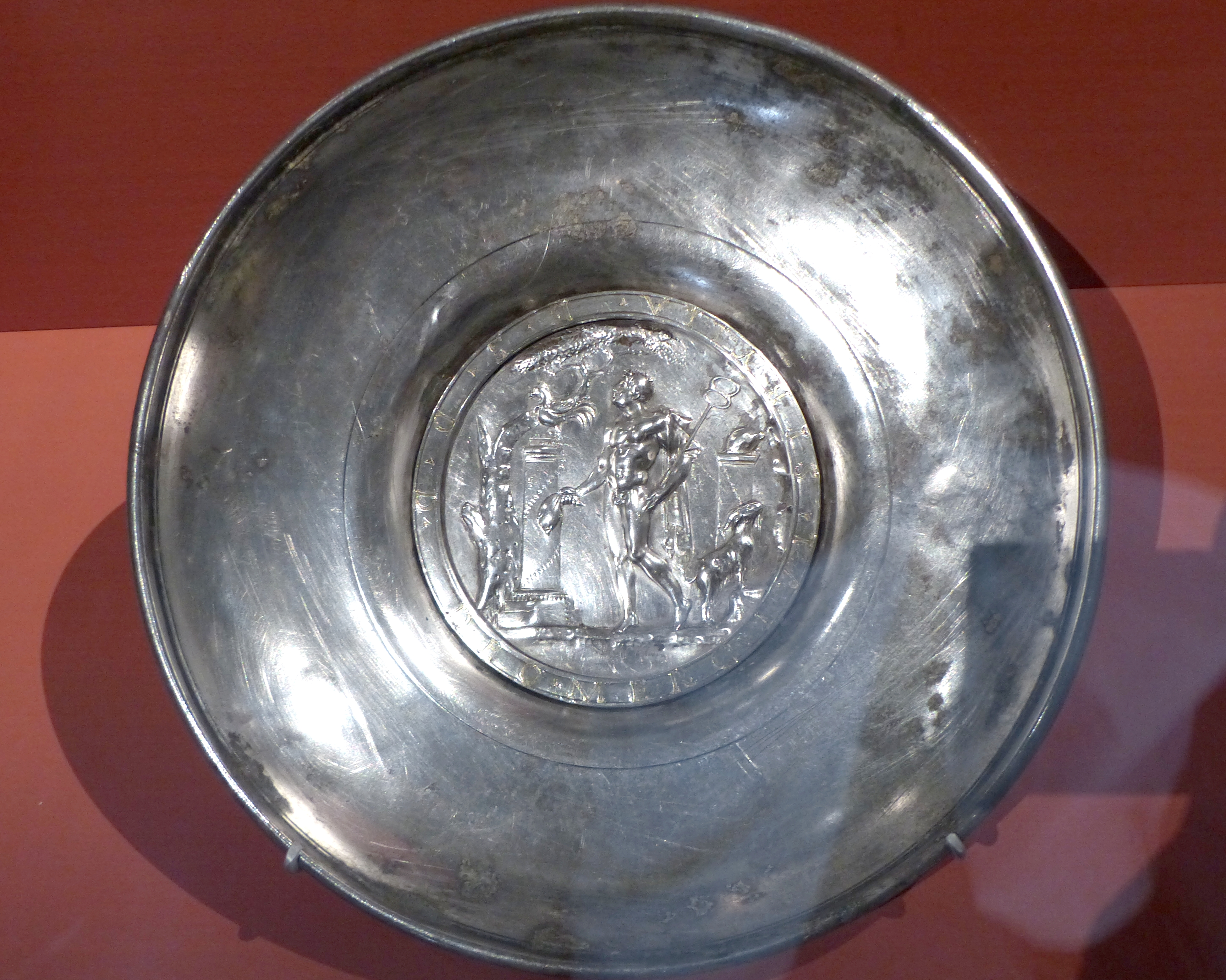
Une phiale du trésor de Berthouville avec une représentation de Mercure avec un caducée.

La cité des Lexoviens comprend des personnes étrangères, comme en témoigne le donateur d'une des pièces du trésor de Berthouville, Eutichus, peut-être datée d'avant Hadrien. Cette origine offrirait un témoignage des échanges du port de la cité antique de Lisieux et de son rôle dans l'économie locale au IIe siècle. La colonne témoigne de l'hellénisation des élites, avec des « apports venus de l'est de la Gaule et des provinces de Germanie » à la fin du IIe et au début du IIIe siècle. Elle témoigne de « l'intégration de l'élite locale au monde romain » avec un monument au « programme iconographique et épigraphique complexe ». La colonne est érigée près d'un nymphée, « contexte cultuel lié à l'eau » et ceci la relie aux colonnes de Jupiter ; de telles colonnes sont placées dans un sanctuaire dans des exemples connus à Tongres ou Bierbach. Le programme iconographique de la colonne possède la même cohérence que ces autres exemples.

#### Ouvrages généraux
- Florence Delacampagne, Carte archéologique de la Gaule, 14. Le Calvados, Paris, Éd. de la Maison des sciences de l'homme, 1990 (ISBN 2-87754-011-1). .
- Elisabeth Deniaux, Claude Lorren, Pierre Bauduin et Thomas Jarry, La Normandie avant les Normands, de la conquête romaine à l'arrivée des Vikings, Rennes, Ouest-France, 2002. .
- Collectif, Le patrimoine des communes du Calvados, Paris, Flohic, 2001 (ISBN 2-84234-111-2). .
- Paul-Marie Duval, « Chronique gallo-romaine », Revue des Études Anciennes, vol. 64-3-4,‎ 1962, p. 326-377 (lire en ligne, consulté le 4 octobre 2023). .

#### Ouvrages sur Lisieux dans l'Antiquité ou sur la colonne
- François Cottin, « Noviomagus Lexioviorum des temps les plus anciens à la fin de l'époque romaine », Bulletin de la Société des antiquaires de Normandie, vol. LIII, nos 1955-1956,‎ 1957, p. 169-196. .
- Georges Huard, « Des dessins de Peiresc représentant un monument gallo-romain de Lisieux », Bulletin de la Société nationale des Antiquaires de France, vol. 1957,‎ 1959, p. 80-84 (lire en ligne). .
- Patrice Lajoye, Religions et cultes à Lisieux (Normandie) dans l'Antiquité et au haut Moyen Âge, 2012 (lire en ligne). .
- Raymond Lantier, « Découvertes archéologiques à Lisieux (Calvados) », Comptes rendus des séances de l'Académie des Inscriptions et Belles-Lettres, vol. 103-2,‎ 1959, p. 338-346 (lire en ligne, consulté le 28 juin 2022). .
- Claude Lemaître, « Lisieux dans l'Antiquité », Art de Basse-Normandie, nos 89-90-91,‎ 1984-1985, p. 12-29. .
- Claude Lemaître, « La colonne votive de Lisieux », Histoire et traditions populaires, no 79,‎ 2002, p. 23-32.
- Claude Lemaître, « La colonne votive de Lisieux », Bulletin de la société historique de Lisieux, no 67,‎ 2009, p. 23-99. .
- Bernard Mandy et Christian Pilet, Lisieux avant l'an mil : Essai de reconstitution, Lisieux, Ville de Lisieux, 1994, 136 p. (ISBN 2-9508063-1-7). .
- Didier Paillard et Armelle Alduc-Le Bagousse, La nécropole Michelet. Bilan et perspectives des recherches sur la cité de Lisieux (Calvados) de ses origines au IXe siècle, Caen, Presses universitaires de Caen, 2022, 608 p. (ISBN 978-2-38185-170-9). .